# Maria Jarema
Maria Jarema (sinh ngày 24 tháng 11 năm 1908 - mất ngày 1 tháng 11 năm 1958) là một họa sĩ, nhà điêu khắc, họa sĩ vẽ phối cảnh và diễn viên người Ba Lan.

## Cuộc đời và sự nghiệp
Maria Jarema sinh ngày 24 tháng 11 năm 1908 tại Staryi Sambir (tiếng Ba Lan: Stary Sambor) thuộc Vương quốc Galicia và Lodomeria. Trong các năm 1929–1935, bà học điêu khắc tại Học viện Mỹ thuật Jan Matejko ở Kraków, làm học trò của Xawery Dunikowski. Năm 1930, bà đồng sáng lập Nhóm Kraków tiên phong, cấp tiến cánh tả.
Trước khi Chiến tranh thế giới thứ hai bùng nổ, Maria Jarema chủ yếu làm nghề điêu khắc nhưng sau chiến tranh, bà tập trung vào hội họa. Tác phẩm của bà chủ yếu là tranh trừu tượng. Năm 1951, Maria Jarema tạo ra kỹ thuật in mô-nô-tip. Bà đã vẽ nhiều bức tranh nổi tiếng bằng kỹ thuật in này, đôi khi kết hợp với vẽ bằng sơn dầu và màu keo, bao gồm Penetracje (Penetrations) và Rytmy (Rhythms). Các tác phẩm tranh của bà toát ra sự mê hoặc lớn đối với hình dạng con người, vị trí của con người trong không gian tranh và chuyển động trong tranh. Một đặc điểm nổi bật khác trong các tác phẩm tranh của bà là sự cân bằng giữa hình ảnh tượng trưng và dấu hiệu trừu tượng. Maria Jarema cùng Józef Jarema, Henryk Gotlib và Zbigniew Pronaszko là những người sáng lập sân khấu thực nghiệm Cricot (1933–1938). Bà cũng cộng tác nghệ thuật với sân khấu thực nghiệm Cricot 2 của Tadeusz Kantor và nhà hát múa rối của Adam Polewka. Các tác phẩm tranh của bà được triển lãm tại một số bảo tàng ở Ba Lan bao gồm cả Phòng triển lãm Nghệ thuật Quốc gia Zachęta.
Năm 2018, bức tranh Formy (Forms) của Maria Jarema đã được bán trong một cuộc đấu giá với giá hơn 1 triệu zloty (khoảng 270.000 đô la), trở thành bức tranh đắt giá nhất của một nữ họa sĩ được bán ở Ba Lan lúc bấy giờ.

## Đời tư
Maria Jarema là em gái của họa sĩ Józef Jarema và diễn viên Władysław Jarema - người sáng lập Nhà hát Groteska ở Kraków. Bà kết hôn với tiểu thuyết gia kiêm nhà văn viết truyện ngắn Kornel Filipowicz.